# Cephalaria amana
Cephalaria amana là một loài thực vật có hoa trong họ Kim ngân. Loài này được Rech.f. mô tả khoa học đầu tiên năm 1950.